# Bandera de la República Sudafricana

'Vierkleur' (1857–1874, 1875–1877, 1881–1902 y 1914–1915)

'Bandera de Burgers' (1874–75)

La bandera de la antigua República Sudafricana fue la bandera de la antigua "Zuid Afrikaansche Republiek" o, en español, la República Sudafricana, la cual existió desde 1852 hasta 1877 y desde 1881 hasta 1902. Durante estos dos periodos se utilizaron dos banderas distintas: 
1. La llamada 'Vierkleur' ( En español "Cuatricolor") usada de 1857 a 1874, nuevamente de 1875 a 1877 y de 1881 a 1902
2. La denominada 'Bandera de Burgers' usada desde 1874 hasta 1875. La cual acabó siendo reemplazada por la bandera de Transvaal . También fue utilizada por la República Sudafricana declarada en 1914 durante la Rebelión de Maritz, que duró hasta febrero de 1915.

## Historia
En 1856, los territorios Voortrekkers al norte del río Vaal acordaron unirse como la "República Sudafricana". Se redactó una constitución y se diseñó una nueva bandera. La bandera, conocida como Vierkleur (En español "Cuatricolor") se propuso en Potchefstroom el 6 de enero de 1857 y fue ratificada por la Volksraad (el parlamento) de la república el 18 de febrero de 1858. La Vierkleur se mantuvo como bandera nacional hasta octubre de 1874.
La bandera de Burgers, presentada por el presidente del estado Thomas François Burgers, fue aprobada por el Volksraad el 24 de octubre de 1874. Era una versión mejorada de una bandera la cual se teoriza que algunos de los Voortrekkers la usaron en las décadas de 1830 y 40. Sin embargo, tuvo escasa popularidad, y el 10 de mayo de 1875, el Volksraad restauró la Vierkleur como la bandera oficial de la República.
La 'Vierkleur' estuvo en un estado de suspensión durante la ocupación británica del Transvaal, desde el 12 de abril de 1877 hasta el 7 de agosto de 1881. Sin embargo se volvió a usar de nuevo hasta el fin de la República Sudafricana el 31 de mayo de 1902. Más tarde fue utilizada por los rebeldes pertenecientes a la Rebelión Maritz que declararon la "resurrección" de la República Sudafricana en 1914 y posteriormente se incorporaría a la bandera nacional de  la Unión Sudáfrica de 1928 a 1994.

Bandera de la Unión Sudafricana (1928-1994)

Después de la adopción de la nueva bandera en 1928, la Vierkleur ha sido utilizada por grupos de extrema derecha opuestos a la reforma social y la integración racial, como el Afrikaner Weerstandsbeweging .
En el Museo de la Segunda guerra de los bóeres, en Bloemfontein, ondea la Vierkleur junto con la bandera del Estado Libre de Orange y la de la actual República de Sudáfrica. La Vierkleur y la bandera de Burgers figuran junto con otras banderas de las repúblicas bóer en exhibidas en la Sala del Cenotafio del Monumento al Voortrekker cerca de Pretoria .
La ciudad de Potchefstroom adoptaría la bandera de Burgers como bandera de la ciudad.

## Descripciones

### Vierkleur
La bandera era exactamente igual a la de los Países Bajos con la adición de una banda vertical verde en el polipasto. La resolución del Volksraad del 18 de febrero de 1858 que confirmó el diseño establecía que el lema ' Eendracht maakt macht ' (cf. escudo de armas del Transvaal ) debería colocarse en la bandera, pero esto nunca se hizo.

### Bandera de Burgers
La bandera es un fondo azul con una cruz de San Andrés roja decorada con bordes blancos.